# Josh Duhamel
Joshua David „Josh” Duhamel (n. 14 noiembrie 1972) este un actor și fotomodel american. A atins pentru prima oară succesul în actorie în 1999 ca  Leo du Pres în serialul All My Children difuzat de ABC și mai târziu ca șeful securității, Danny McCoy în serialul Las Vegas difuzat de NBC. El este, de asemenea, bine cunoscut pentru rolul său ca fiind unul dintre protagoniști, Căpitanul /maiorul/ locotenent-colonelul William Lennox, în succesul de box office Transformers, precum și în continuările sale, Transformers: Revenge of the Fallen și Transformers: Fața ascunsă a Lunii. În 2004, el a fost personajul principal în Win a Date with Tad Hamilton!.
Duhamel s-a căsătorit cu Fergie la începutul anului 2009, după o relație de cinci ani.